# Plaidoirie
Ne doit pas être confondu avec Plaidoyer.
 (2019).

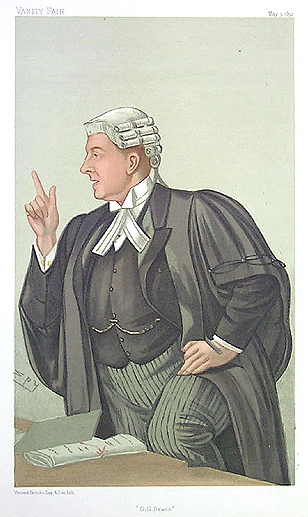
Un avocat britannique en train de plaider (caricature de Leslie Ward publiée dans Vanity Fair du 9 mai 1891).

La plaidoirie est de manière générale l'exposé verbal des prétentions et arguments d'une partie devant un tribunal, lors d'une audience. Le but de la plaidoirie est de convaincre le tribunal.

## Description
Celle-ci est constituée de l'exorde, sorte d'introduction qui a pour rôle de captiver l'auditoire, la narration qui présente les faits de façon favorable au client, la discussion qui détaillé les indices, les faits, les témoignages pour avantager le client en tout et convaincre le jury et la péroraison qui est la conclusion et qui ne laisse paraître qu'une seule réponse au procès. Celle-ci à lieu en fin de procès, l'avocat doit alors mettre en valeur sa gestuelle, sa culture générale, sa voix et sa crédibilité.
Cet exposé contient les demandes, dites aussi « prétentions », et les défenses. Pour plaider, peuvent être présentés des faits, des moyens de fait et de droit et des preuves.

## Par pays

### Droit belge
En droit belge, sa tarification se fait par le droit de plaidoirie. Les plaidoiries ont plus une fonction pédagogique qu'informative car elles n'apportent aucun élément nouveau par rapport aux conclusions récapitulatives. L'article 779 alinéa 3 du Code Judiciaire a d'ailleurs consacré la possibilité de renoncer aux plaidoiries.
L'exposé oral du représentant du ministère public n'est pas appelé « plaidoirie ». On dit généralement que le représentant du ministère public « requiert », ou qu'il « prend des réquisitions ».

### Droit québécois (Canada)
L'article 265 du Code de procédure civile du Québec décrit le déroulement des plaidoiries : « L’instruction comprend la phase de l’enquête consacrée à l’administration de la preuve, suivie de celle des débats où les parties font leur plaidoirie. [...] L’enquête close, la partie sur laquelle reposait la charge de la preuve présente ses arguments la première, suivie de l’autre partie. La première peut répliquer et, si cette réplique soulève quelque point de droit nouveau, l’autre partie peut y répondre. Nulle autre plaidoirie ne peut avoir lieu sans la permission du tribunal ». L'article 385 CPC dispose que « le greffier avise les parties de la date de l’audience et leur indique le temps alloué à chacune d’elles pour sa plaidoirie ».